# ひよママ
『ひよママ』は、真島悦也による日本の漫画作品。メディアワークスの月刊漫画雑誌『月刊コミック電撃大王』にて、2006年2月号から2007年2月号まで連載された。

## あらすじ
男子高校生草壁雅人。母親は早くに他界、父親は世界中をふらついて帰ってこない、幼馴染はいても彼女はいない、金もないの不幸の連続の人生（本人談）を送っていた。そんな雅人の下に雅人の母親になるのだと言うマリア・F・ブランシュットと名乗る美少女がやってきた。そしてそれは、新たなる騒動の始まりでしかなかった。

## 主な登場人物
草壁雅人
主人公。高校生でありながら母を早くに亡くし父は世界中を飛び回っている為一人暮らしをしている。父の婚約者と名乗るマリア、ララ、ヒルダや幼馴染のまひろに振り回される毎日を送るようになる。流され体質な様でいてしっかりしており、彼女たちに対して言うべき事は言う。
マリア・F・ブランシュット
雅人の下に母親と名乗って現れた外国人の美少女。とある大富豪のお嬢様。雅人より年下に見えるが詳細は不明。おっとりとしているがしっかりしており、言うべき相手にはキチンというタイプ。家庭環境には恵まれていないらしい。
ララ・ホワイト
ヒルダと同時期に雅人の母親と名乗って現れた外国人の少女。後先を考えない行動力を持つ活発な野性児でありながら生物学の博士号を持つ天才少女。その資格を活かして雅人の学校の講師になる。ヒルダとは犬猿の仲。
ヒルダ・ララーシュタイン
ララと同時期に雅人の母親と名乗って現われた外国人女性。厳格な言葉遣いをする。すぐに銃火器を持ち出す過激な教育ママ。慣れないながらもメイド喫茶でアルバイトをしている。ララとは犬猿の仲。
まひろ
雅人の幼馴染の少女で高校の同級生。自らを雅人のストーカーと名乗って雅人の家にあがりこんだりしているが、それは雅人への好意への裏返しでもある。そこからマリアたちと関わり合いになったりしている。
西豪寺理事長
雅人の学校の理事長。紋付き袴に総髪の老人。厳格な風に見えてかなりの変人。ララの出自やヒルダのバイト先のことなど色々知っている。
西豪寺財閥メイド隊
理事長直属のメイドの若い3人の女性。ヒルダに敗れた後、ヒルダを師匠を仰ぐようになる。
スパイ
マリアの父からマリアの連れ戻しを命じられたエージェント。間が抜けているように見えながら任務には冷徹。変な片言をしゃべる。
ブランシュット
マリアの父。大富豪。仕事の多忙さゆえに家族を顧みないのが祟って妻は放蕩に耽り、マリアを家出に追いやってしまう。マリア連れ戻しにスパイを差し向ける。
ブランシュット夫人
マリアの母。夫が自身を省みぬようになったためにカネにあかして放蕩三昧をするようになった。
草壁
雅人の父。本編に登場していない。職業は不明だが世界中を飛び回っている多忙な人物。雅人に生活費をし送る事はある。

## 単行本
アスキー・メディアワークスから刊行。全1巻。